# Atominstitut

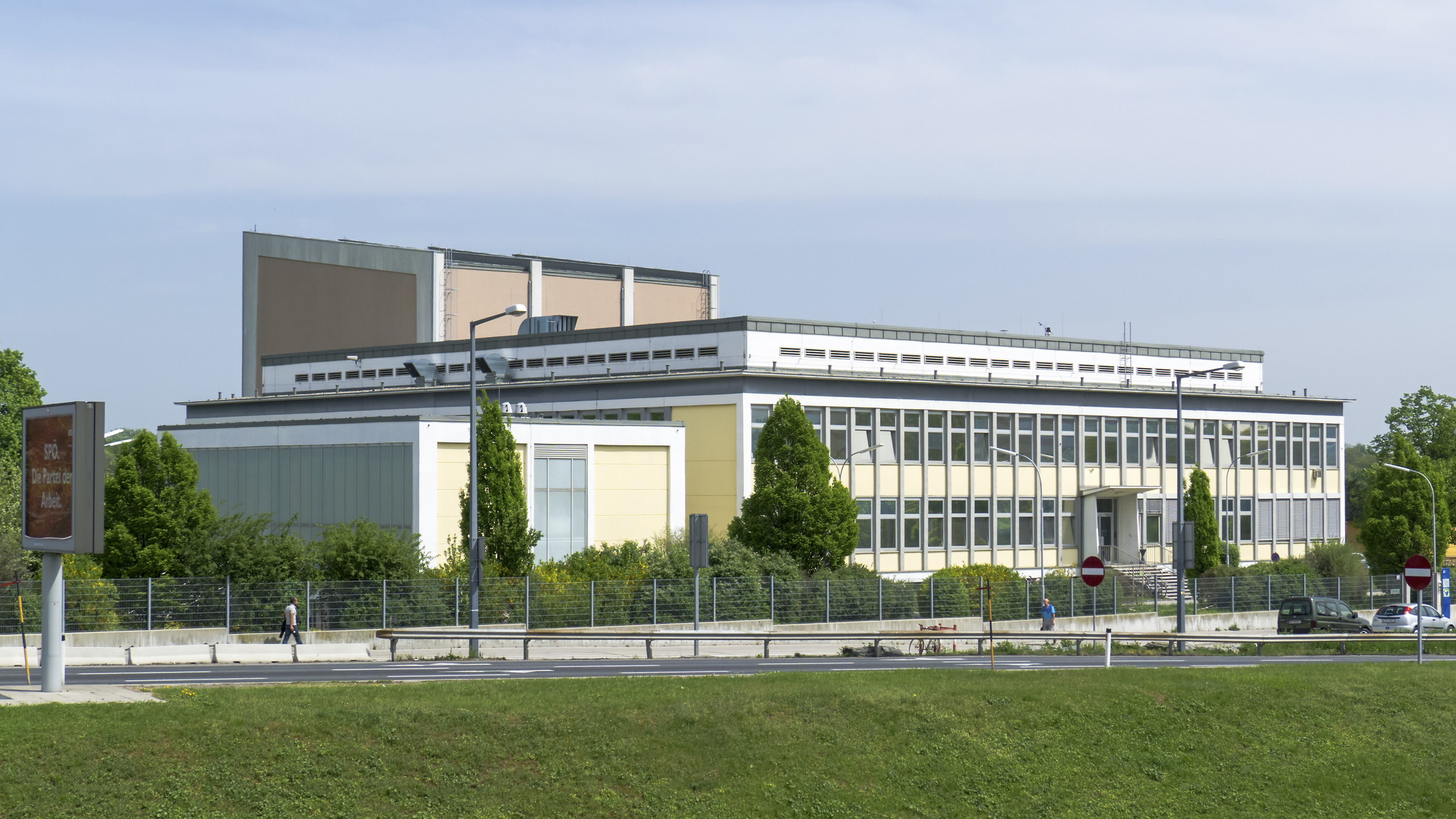
Atominstitut

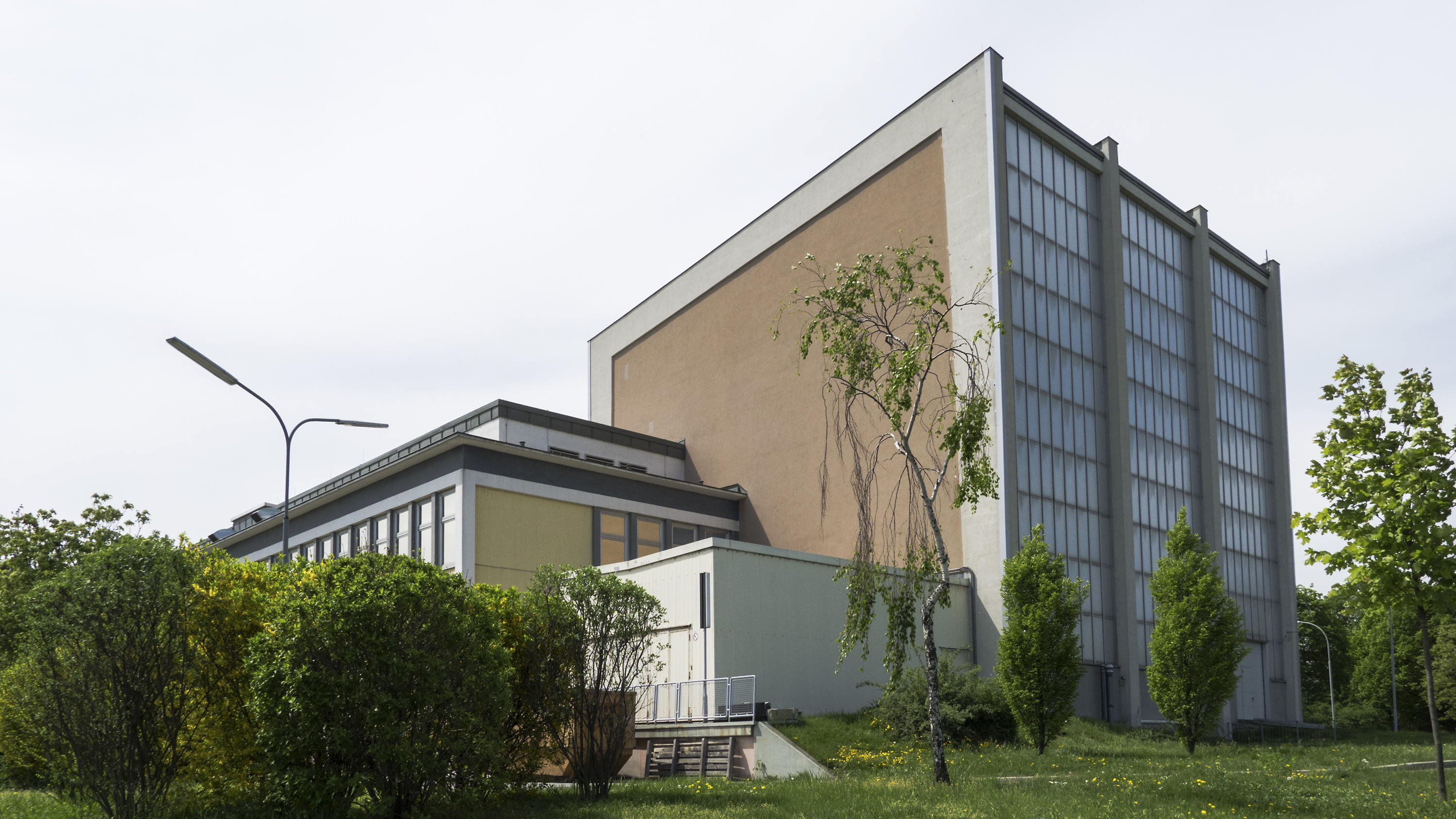
Forschungsreaktor

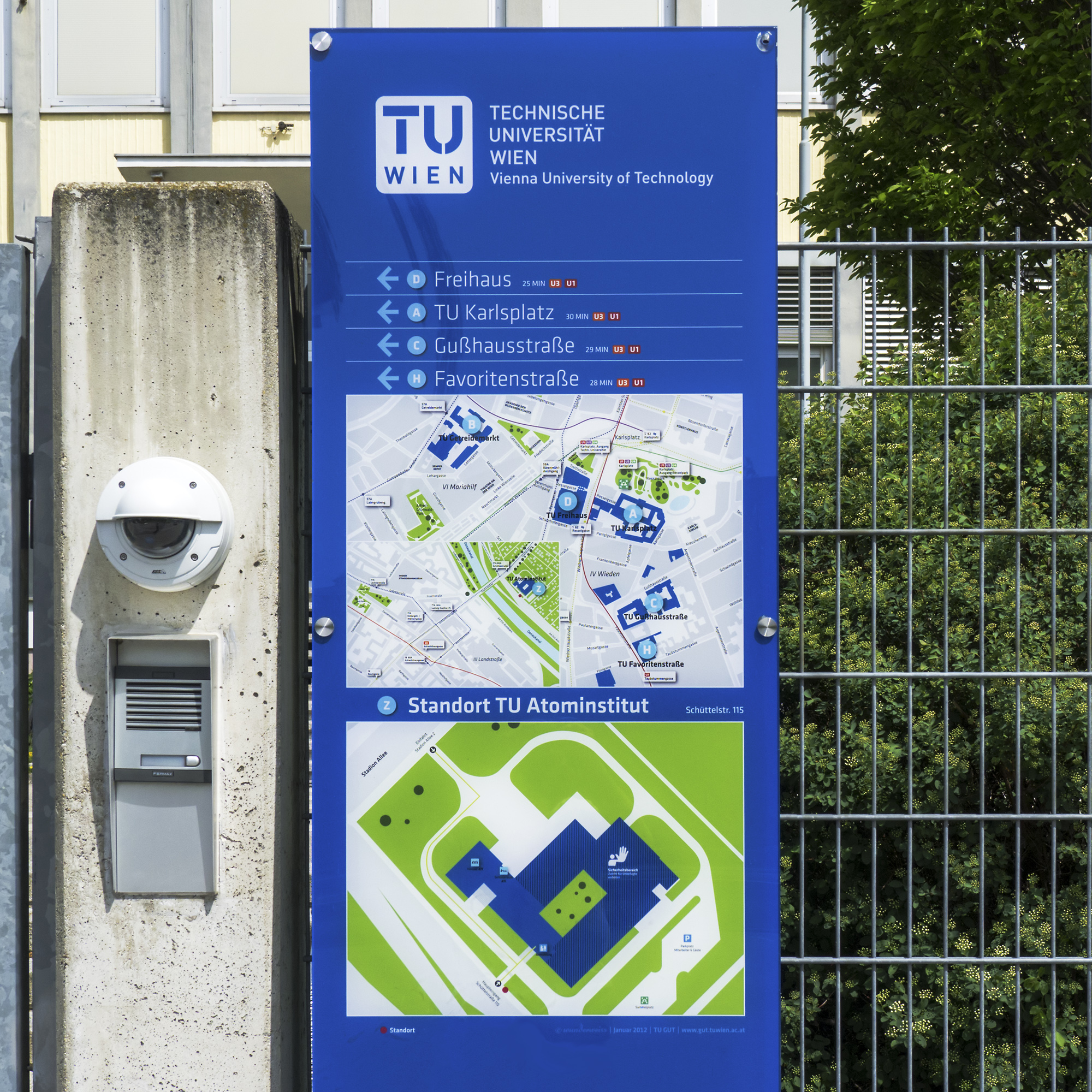
Informationstafel

Das Atominstitut, früher Atominstitut der österreichischen Universitäten, ist ein Institut der Fakultät für Physik der Technischen Universität Wien.
Mit seinem 1962 in Betrieb genommenen Forschungsreaktor TRIGA Mark II ist es heute die einzige in Österreich verbliebene Einrichtung, die über einen laufenden Kernspaltungsreaktor verfügt (siehe auch Liste der Kernreaktoren in Österreich). Aktuell wird das Institut von Marcus Huber als Institutsvorstand geführt. Das Institut befindet sich in Wien 2., Stadionallee 2, unmittelbar neben der Stadionbrücke über den Donaukanal. Der Haupteingang für Fußgänger trägt die Adresse Schüttelstraße 115.

## Geschichte
Im Herbst 1895 wurde an dieser Stelle das von der Bürogemeinschaft der Architekten Gustav Orglmeister (1861–1953) und Franz Kupka (1855–1924) ausgeführte k.u.k. Hof-Fourage-Magazin in Betrieb genommen. Die Anlage bestand aus einem sechsstöckigen Getreidespeicher (Hafer), zwei Scheunen (jeweils 1.100 m²), einem Stallgebäude sowie einem Verwaltungsgebäude (samt Wohnungen). Nach dem Ersten Weltkrieg diente das ehemalige Fourage-Depôt ab 1919 als Bundesfuhrwerksbetrieb und ab Ende 1925 den Bundestheatern als Kulissendepot, das bis dahin in der Westgalerie der Rotunde untergebracht gewesen war. Während des Zweiten Weltkriegs schwer beschädigt, wurden die Gebäude nach Kriegsende abgetragen.
Als interuniversitäres Institut 1958 unter dem Namen Atominstitut der österreichischen Hochschulen gegründet, wurde es bereits 1962 der Technischen Universität Wien administrativ zugeordnet. Es behielt mehr als drei Jahrzehnte seinen Sonderstatus als interuniversitäres Institut bei und wurde unter der Bezeichnung Atominstitut der österreichischen Universitäten geführt. 2009 wurde das Institut in Atominstitut umbenannt. Zeitgleich wurde auch die oftmals im englischen gebrauchte Form Atomic Institute oder Atomic Institute of the Austrian Universities umbenannt. Somit lautet der offizielle Name des Instituts im englischen Institute of Atomic and Subatomic Physics.
Heute ist das Atominstitut ein Institut der Technischen Universität Wien und bildet zusammen mit den Instituten für Theoretische, Angewandte sowie Festkörperphysik die Fakultät für Physik dieser Universität.
Während seines Bestehens hat das Institut einen großen Wandel vollzogen. Ursprünglich der Forschung und Ausbildung auf den Gebieten der Atom-, Kern- und Reaktorphysik, der Strahlenphysik und des Strahlenschutzes, der Umweltanalytik und Radiochemie sowie der nuklearen Messtechnik gewidmet, sind über die Jahre weitere Forschungsbereiche dazugekommen.
Heute liegt der Schwerpunkt der Forschung im Bereich der Strahlenphysik, Neutronen- und Quantenphysik, Angewandten Quantenphysik, Quantenoptik, sowie der Tieftemperaturphysik und Supraleitung.
Die Berufungen der Jahre 2006 und 2009 (Arbeitsbereiche Quantenoptik und Angewandte Quantenphysik) ergänzen die kern-, reaktor-, neutronen- und strahlenphysikalischen Arbeitsschwerpunkte des Atominstituts. Das Atominstitut deckt somit wesentliche wissenschaftliche Bereiche der Kern-, Strahlen-, Atom- und Reaktorphysik fachlich ab. Die Umbauarbeiten der vergangenen Jahre haben die Labors auf den Stand der Technik zurückgebracht.

## Forschungsbereiche
Das Atominstitut ist organisatorisch in zentrale Einrichtungen, insbesondere Forschungsreaktor und betrieblicher Strahlenschutz, sowie sechs Forschungsbereiche unterteilt: Angewandte Quantenphysik, Atomphysik und Quantenoptik, Kern- und Teilchenphysik, Neutronen- und Quantenphysik, Strahlenphysik sowie Tieftemperaturphysik und Supraleitung.
Der Forschungsreaktor wird im Rahmen des Safeguards-Programms der Internationalen Atomenergiebehörde (IAEA) der Vereinten Nationen zur Trainings- und Ausbildungsarbeit von Fachinspektoren genützt.

## Persönlichkeiten
- Gustav Ortner, Mitbegründer des Instituts
- Fritz Regler, Mitbegründer des Instituts
- Heinz Oberhummer, Astrophysiker und Science Buster
- Helmut Rauch, Quantenphysiker
- Jörg Schmiedmayer, Quantenphysiker
- Anton Zeilinger, Assistent in den 1970er Jahren, Quantenphysiker, Nobelpreisträger 2022

## Sonstiges
Eine Besonderheit ist die einzigartige geographische Lage des Reaktors in der Nähe des Zentrums einer Großstadt – von Wien. Die Entfernung Stephansdom – Kernreaktor beträgt etwa 3,2 km. Die Forschungsstätte liegt am Rand des Praters und wird daher volkstümlich Praterreaktor genannt.
In den Jahren 2005 bis 2010 haben mehr als 16.500 Personen, hauptsächlich Schüler, an öffentlichen Führungen im Atominstitut teilgenommen.